# 佩斯卡拉
佩斯卡拉（義大利語：Pescara），意大利中部的城市，位於阿布鲁佐大区佩斯卡拉省。有河同名，分城為二。1926年，原本在佩斯卡拉河北面和南面的城市合而為一。生於此地的詩人加布里埃爾·鄧南遮是一個對創造新城市非常重要的贊助人。

## 歷史
古羅馬時代曾是東岸貿易港口，但在中世紀時被倫巴底人破壞，淪為一個小漁村。十三世紀起為那不勒斯王國一部分，但仍只得數千人口。至意大利統一後，被劃作阿布魯佐大區一部分，人口始見增長，並漸成大區最主要城市之一。

## 地理
佩斯卡拉是位處阿布魯佐大區的海岸，面向亞得里亞海，屬平原地區，同時是佩斯卡拉河河口。
氣溫方面，冬季大約是介乎攝氏2-11度，而夏季則是介乎攝氏16-29度；全年降雨量則是684毫米。

## 人口
佩斯卡拉人口共逾十二萬，為阿布魯佐大區人口最多之城市。

## 經濟
以工業為主，在佩斯卡拉與基耶蒂間有工業區。

## 交通

### 道路
有A14和A25公路。前者連接阿布魯佐大區南北；後者則連接鄰近的基耶蒂。

### 鐵路
市內有四個鐵路車站，連接羅馬、米蘭、都靈、巴里等地。

### 航空
阿布魯佐國際機場所在，為阿布魯佐大區唯一國際機場。

## 體育
- 佩斯卡拉足球俱樂部

## 出身名人
- 加布里埃尔·邓南遮：詩人
- 伊爾代布蘭多·達爾堪傑羅：歌劇演唱員
- 雅诺·特鲁利：賽車手
- 馬高·華拉堤：足球員

## 友好城市
- 法國 阿卡雄

## 圖片

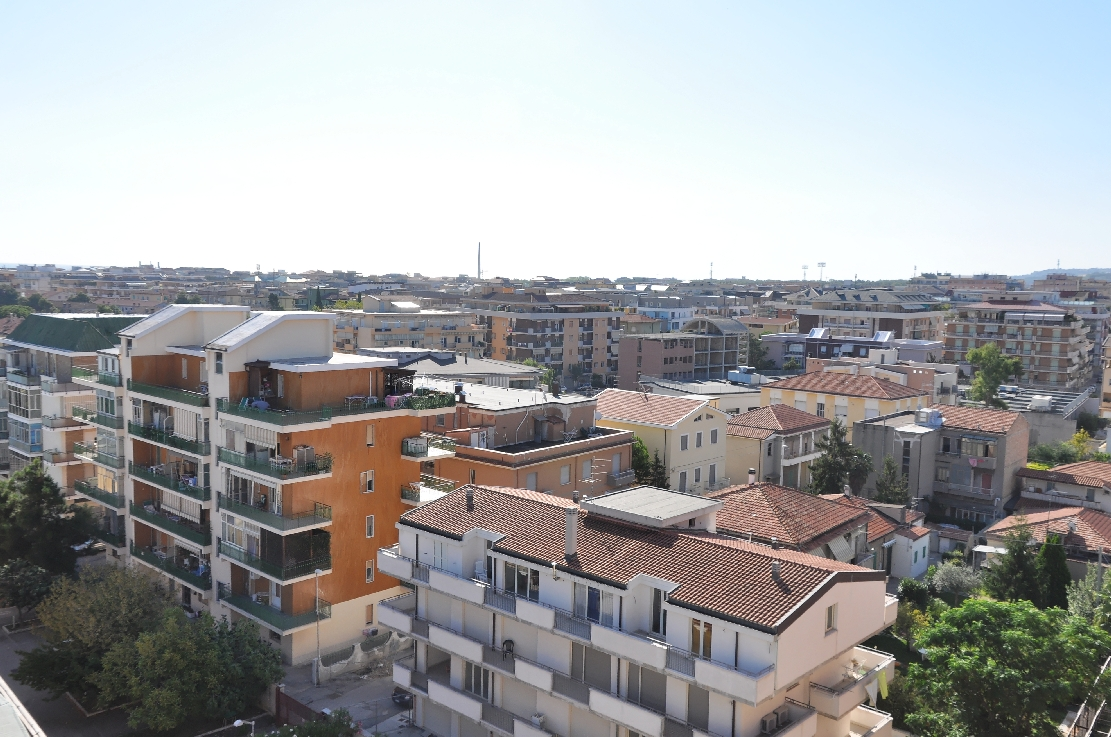
遠眺佩斯卡拉市
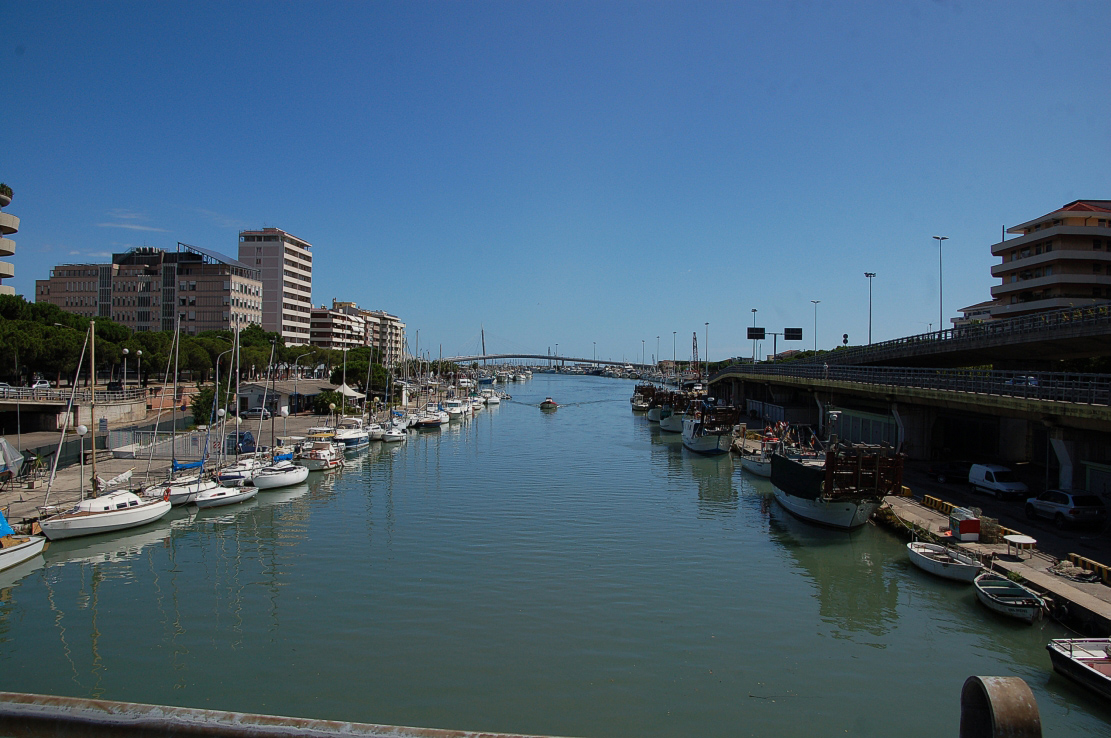
佩斯卡拉河河口
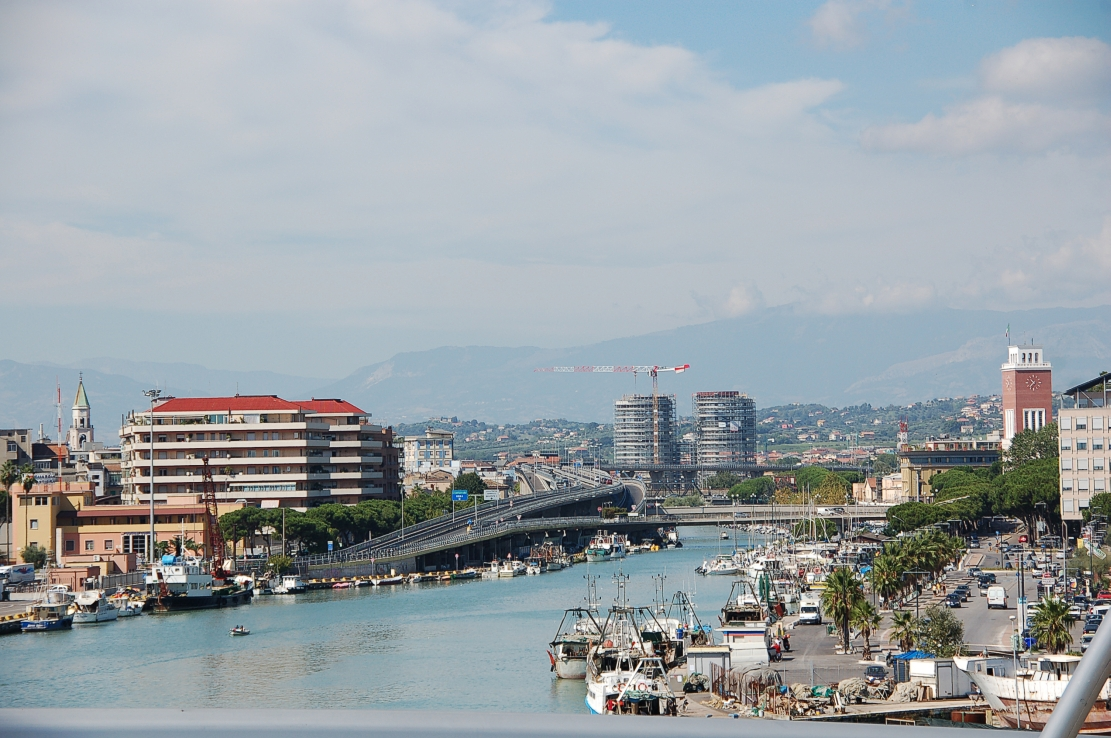
從河口看市內
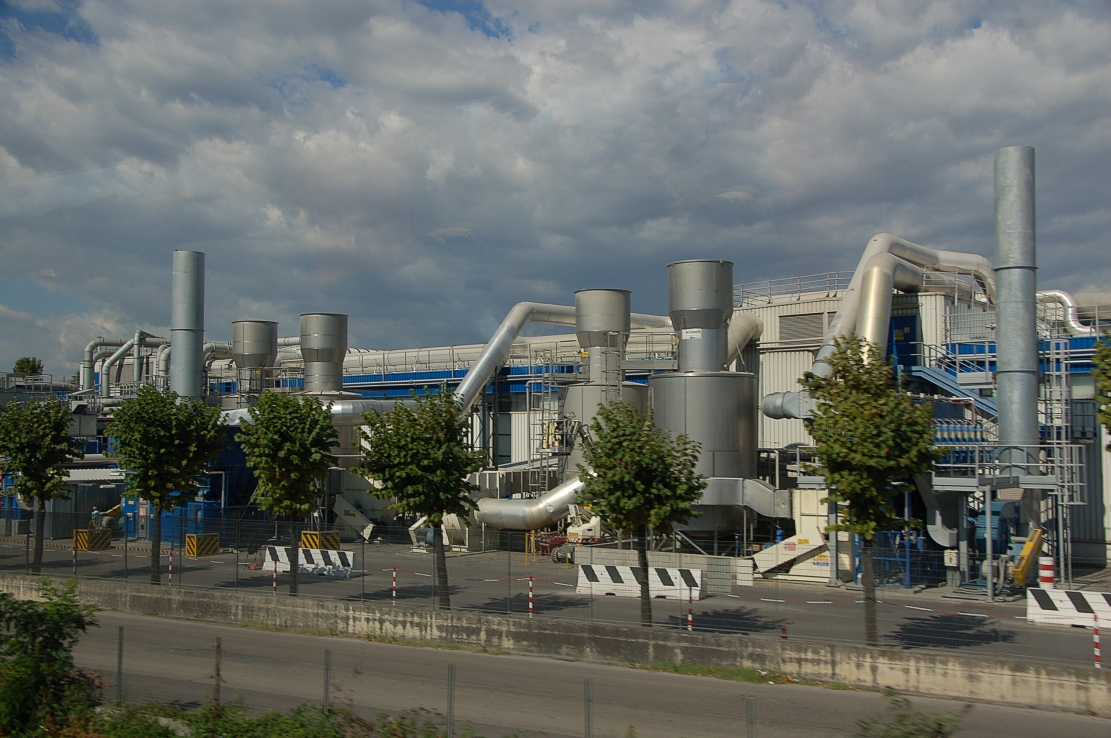
佩斯卡拉的工廠